# Cassia grandis
Espèce
Classification phylogénétique
Cassia grandis, appelé carao en espagnol, est une espèce de plantes à fleurs du genre Cassia et de la famille des Caesalpiniaceae, ou des Fabaceae, sous-famille des Caesalpinioideae, selon la classification phylogénétique. C'est un arbre de 30 m de hauteur originaire des néotropiques, et que l'on trouve du sud du Mexique jusqu'au Venezuela en en Équateur et aussi au Vietnam.